# Jehander
Sand- och grusaktiebolaget Jehander är ursprungligen ett svenskt familjeföretag, grundat 1874 med affärsverksamhet inom sand, grus, makadam, cement och liknande produkter. Sedan 1999 är Jehander en del av tyska Heidelberg cement group.

## Historik
Företaget grundades 1874 av bröderna Carl Jehander och Malcolm Jehander (1852–1914) och började sälja sand och grus till byggnadsproduktion och vägbyggen i Stockholm. 1918 såldes och ombildades firman till aktiebolaget “Sand- & Grusaktiebolaget Jehander“. Hilding Jehander fortsatte som verkställande direktör fram till sin död 1948. Under mellankrigstiden förvärvades flera grustag i Mälarregionen. Material från Mälaröarna fraktas med pråmar som drogs av en ångdriven bogserbåt. På 1930-talet började även ett samarbete med Betongindustri och 1974 blev Jehander en del av Betongindustrikoncernen. Efter olika omstruktureringar och företagsköp- respektive försäljningar blev Jehander 1999 en del av tyska Heidelberg Cement Group.

## Företaget idag
Sedan 1930 hade Jehander sin verksamhet i Hornsberg i Stockholm men flyttade år 2000 därifrån till Hammarbyhamnen. Totalt har Jehander grustäkter på 22 platser i Sverige, uppdelat på fyra regioner: Stockholm, Väst, Norr och Öst. År 2010 hade företaget en omsättning på 500 miljoner kronor och 130 anställda. I Södra Hammarbyhamnen ligger Hammarbyfabriken som är en betongfabrik och ballastterminal. Verksamheten är helt inkapslad och har inga utsläpp. Dessutom har Jehander verksamhet för Betongindustris betongfabrik och grusdepå i Johannesfred vid Ulvsundasjön.

## Bilder

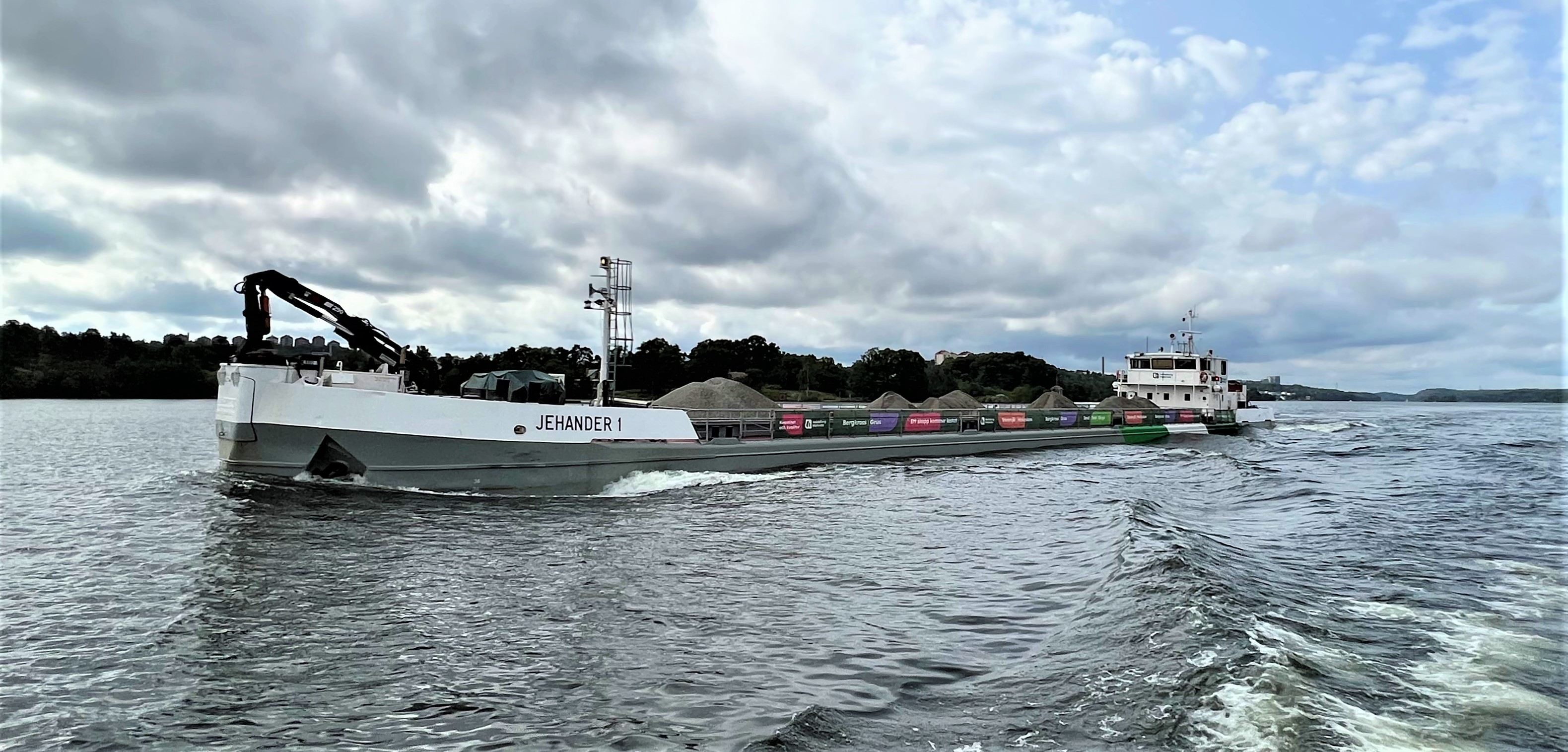
M/S Jehander 1 närmar sig Gröndalsbron på Essingeleden i Stockholm, mellan Stora Essingen och Ekensberg.
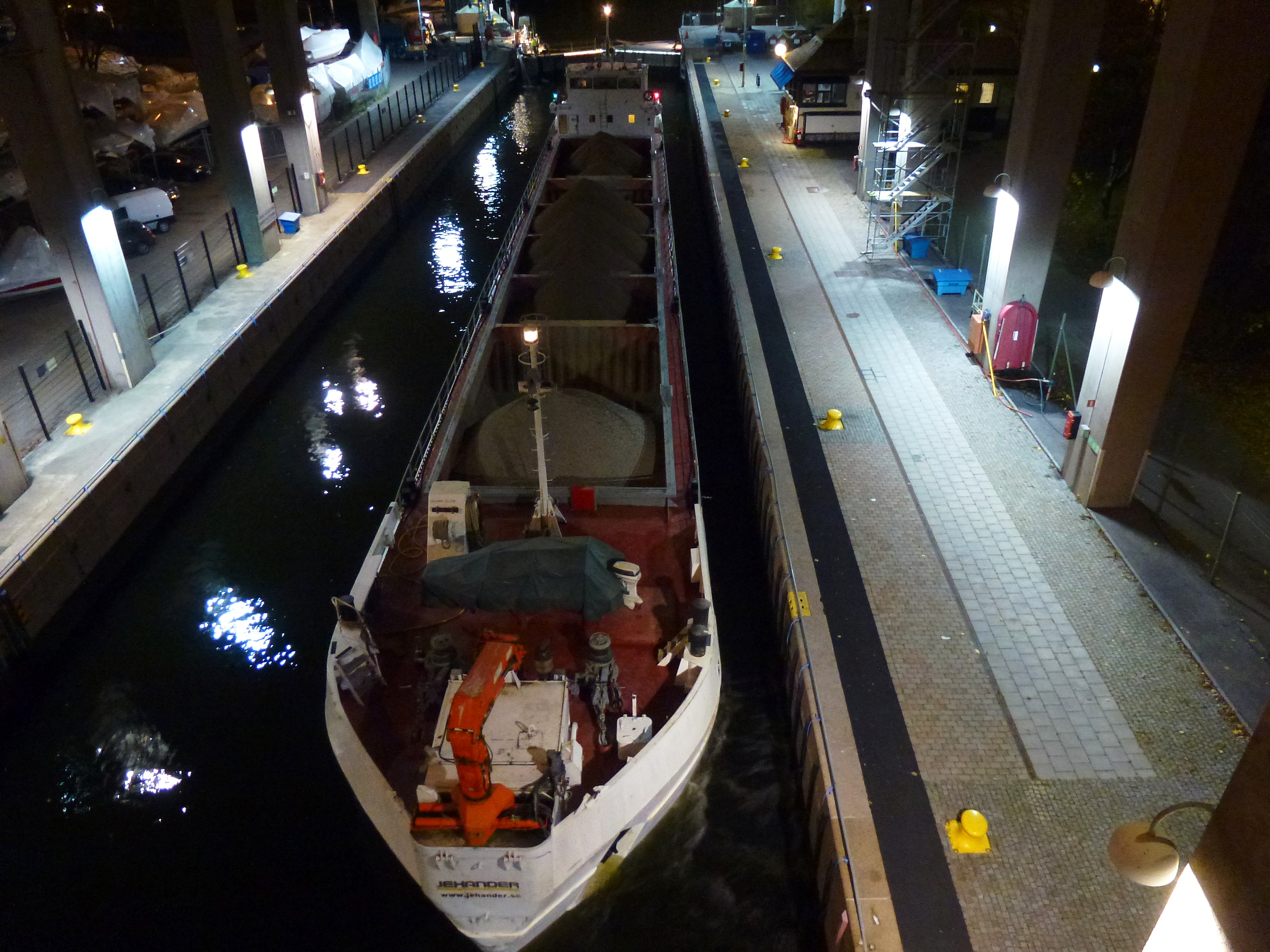
Lastfartyget M/S Jehander 1 i Hammarbyslussen.
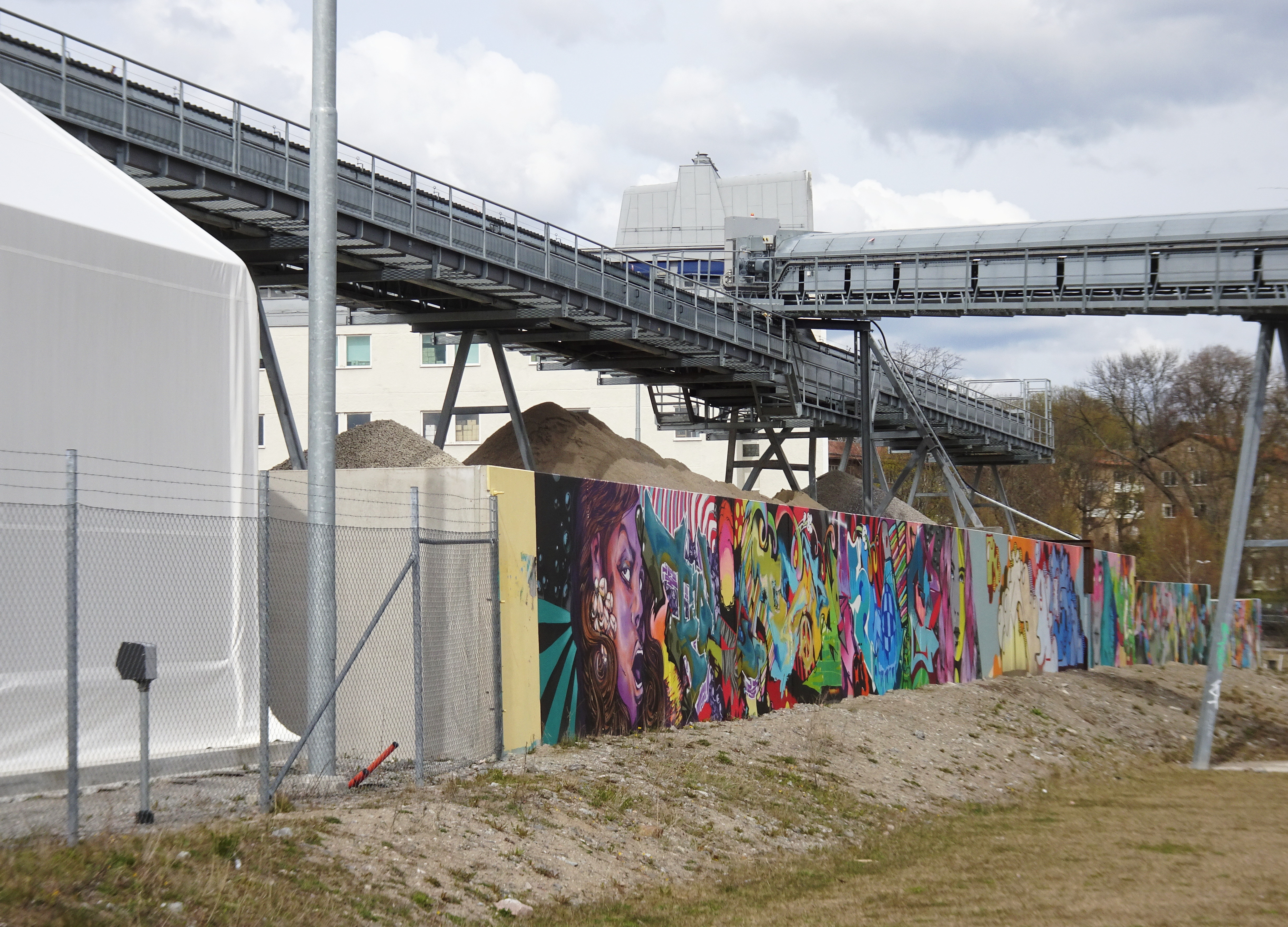
Jehanders grusdepå i Johannesfred vid Ulvsundasjön.
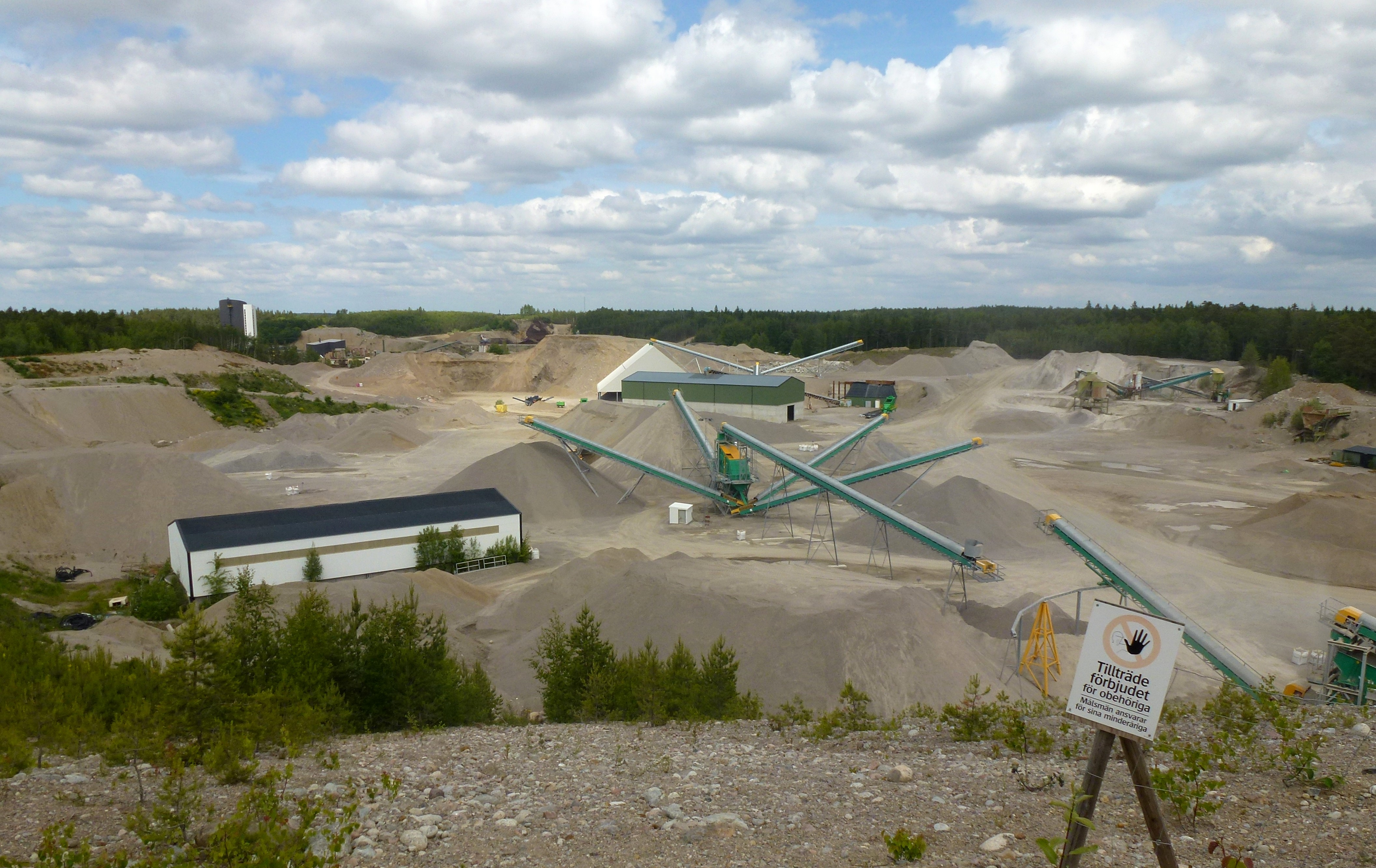
Jehanders grustäkt "Riksten" i Tullingestråket.